# 뤄창페이

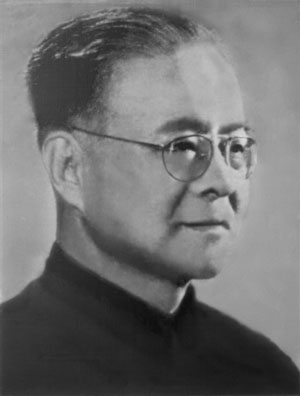
뤄창페이

뤄창페이(중국어 간체자: 罗常培, 정체자: 羅常培, 병음: Luó Chángpéi, 한자음: 나상배, 1899년 8월 9일 ~ 1958년 12월 13일)은 중국의 언어학자로 자는 신전(莘田), 호는 염암(恬庵)이다. 현대 중국어의 음운론 연구에 광범위한 영향을 미친 연구 결과로 유명하다.

## 생애
뤄창페이는 1899년 8월 9일에 베이징에서 태어난 만주족 사람이다. 1916년에 국립 베이징 대학 중국학과에 입학했지만 나중에 철학과로 전향하게 된다. 1921년에는 베이징과 톈진에 위치한 중학교에서 교사로 근무했고 1926년부터 1928년까지 시안 국립 시베이 대학, 샤먼 대학, 광저우 국립 중산 대학 교사로 근무했다.
1929년에 푸스(傅斯)에 의해 중앙연구원 산하 역사언어연구소가 설립되면서 자오위안런(趙元任), 리팡구이(李方桂)와 함께 언어 담당 연구원으로 임용되었다. 1934년에는 국립 베이징 대학 중문과 교수로 채용되었지만 1937년에 중일 전쟁이 발발하면서 베이징 대학, 칭화 대학, 난카이 대학이 공동으로 구성한 국립 창사 임시 대학(國立長沙臨時大學)으로 자리를 옮겼다. 1938년에 국립 창사 임시 대학이 윈난성으로 이전하면서 국립 서남 연합 대학(國立西南聯合大學)으로 이름을 바꿨고 뤄창페이도 윈난성으로 이주하게 된다.
1944년에 미국으로 건너가서 교수로 근무했지만 1948년에 귀국했고 베이징 대학에서 교수로 근무했다. 1950년에는 중국 과학원 언어 연구소(현재의 중국 사회과학원 언어 연구소) 설립 과정에 참여하여 초대 소장을 역임했다. 제1차 중국인민정치협상회의 대표, 중국 문자 개혁 위원회 위원, 전국인민대표대회 대표를 비롯한 중화인민공화국의 주요 관직을 역임했으며 1958년 12월 13일에 베이징에서 향년 59세를 일기로 사망했다.

## 업적
뤄창페이는 주요 성과는 방언학, 음운론에 집중되어 있는데 그의 대표작으로는 《샤먼 음계》(廈門音系), 《절운어우의 음가와 그에 따른 방음고》(切韻魚虞之音値價及其所據方音考), 《지철징랑음치고》(知徹澄娘音値考), 《당오대서북방음》(唐五代西北方音), 《중원음운성류고》(中原音韻聲類考), 《몽고자운발》《蒙古字韻跋》, 《음운론에 관한 예수회의 기여》(耶穌會士在音韻學上的貢獻) 등이 있다.
뤄창페이는 민족 언어학에 있어서도 주목할 만한 연구 성과를 남겼다. 국립 서남 연합 대학 교수로 근무하던 시절에는 리팡구이와 함께 윈난성에 거주하던 소수 민족의 언어를 연구하여 중국 남서부에 거주하는 소수 민족의 언어에 관한 연구를 중국의 언어학 연구 대상에 편입하도록 만들었다. 이와 관련된 주요 작품으로는 《연산파이어초탐》(蓮山擺夷語初探), 《공산구어초탐》(貢山俅語初探), 《공산노어초탐서술》(貢山怒語初探敍述) 등이 있다.